# Věta o polovičních úhlech
Věta o polovičních úhlech je tvrzení z geometrie, euklidovské trigonometrie.
Pro každý trojúhelník ABC s délkami stran a, b, c, velikostí úhlu α při vrcholu A  a poloobvodem {\displaystyle s={\frac {a+b+c}{2}}} platí:
{\displaystyle \sin {\frac {\alpha }{2}}={\sqrt {\frac {(s-b)(s-c)}{bc}}},}
{\displaystyle \cos {\frac {\alpha }{2}}={\sqrt {\frac {s(s-a)}{bc}}},}
{\displaystyle \tan {\frac {\alpha }{2}}={\sqrt {\frac {(s-b)(s-c)}{s(s-a)}}}.}
Vztahy pro zbývající úhly se dostanou cyklickou záměnou.
Podobně jako kosinová věta umožňuje věta vypočítat velikosti vnitřních úhlů trojúhelníka, pokud jsou zadány délky všech jeho stran. Výpočet je jednoznačný, protože ve vzorcích jsou poloviční úhly, které jsou ostré a pro ně jsou goniometrické funkce prosté.
Odvození se provádí z kosinové věty nebo Heronova vzorce pomocí vztahů pro goniometrické funkce polovičního úhlu.
Ze vzorců pro sinus a kosinus se naopak snadno odvodí Heronův vzorec.